# 小行星17983
小行星17983（17983 Buhrmester）是一颗绕太阳运转的小行星，为主小行星带小行星。该小行星于1999年5月10日发现。

## 轨道参数
小行星17983的轨道半长轴为2.4469531 UA，离心率为0.195。